# Liste der Kulturdenkmale in Hohendubrau
In der Liste der Kulturdenkmale in Hohendubrau sind die Kulturdenkmale der sächsischen Gemeinde Hohendubrau verzeichnet, die bis September 2024 vom Landesamt für Denkmalpflege Sachsen erfasst wurden (ohne archäologische Kulturdenkmale). Die Anmerkungen sind zu beachten.
Diese Liste ist eine Teilliste der Liste der Kulturdenkmale im Landkreis Görlitz.

## Dauban
| Bild                                    | Bezeichnung                                                                           | Lage                                          | Datierung                 | Beschreibung | ID       |
| --------------------------------------- | ------------------------------------------------------------------------------------- | --------------------------------------------- | ------------------------- | --- | -------- |
|                                         | Wegestein                                                                             | (Waldweg, 500 m nordwestlich Abzweig) (Karte) | 2. Hälfte 19. Jahrhundert | Verkehrsgeschichtlich von Bedeutung | 09269161 |
| Direkt Bild zu diesem Denkmal hochladen | Gasthof                                                                               | Bautzener Straße 16 (Karte)                   | 2. Hälfte 18. Jahrhundert | Ortsgeschichtlich, baugeschichtlich und verkehrsgeschichtlich von Bedeutung                                                                            | 09269216 |
| Weitere Bilder                          | Poliklinik und Ärztehaus des ehemaligen Landambulatoriums, davor Büste Maria Grollmuß | Dr.-Maria-Grollmuß-Straße 18, 19 (Karte)      | Um 1955                   | Zeugnis der Bautätigkeit der früheren DDR, weitgehend authentisch, daher bereits Seltenheitswert, baugeschichtlich und ortsgeschichtlich von Bedeutung | 09269215 |
|                                         | Wegestein                                                                             | Halbendorfer Weg (Karte)                      | 2. Hälfte 19. Jahrhundert | Verkehrsgeschichtlich von Bedeutung | 09269160 |
| Direkt Bild zu diesem Denkmal hochladen | Wohnhaus in offener Bebauung                                                          | Zum Sägewerk 17 (Karte)                       | Ende 19. Jahrhundert      | Hochgradig authentisch, baugeschichtlich von Bedeutung                                                                                                 | 09269218 |
| Direkt Bild zu diesem Denkmal hochladen | Wohnstallhaus und Seitengebäude eines Zweiseithofes                                   | Zum Sägewerk 22 (Karte)                       | Um 1900                   | Aussehen und Struktur ursprünglich, baugeschichtlich und wirtschaftsgeschichtlich von Bedeutung                                                        | 09269219 |
| Direkt Bild zu diesem Denkmal hochladen | Schule                                                                                | Zum Sägewerk 23 (Karte)                       | 1926                      | Mit baulichen Einflüssen des Neoklassizismus, baugeschichtlich und ortsgeschichtlich von Bedeutung                                                     | 09269220 |
| Direkt Bild zu diesem Denkmal hochladen | Wohnhaus (Fachwerk)                                                                   | Zum Sägewerk 25 (Karte)                       | Um 1850                   | Intakte Konstruktion, baugeschichtlich von Bedeutung                                                                                                   | 09269221 |
| Direkt Bild zu diesem Denkmal hochladen | Wohnstallhaus                                                                         | Zur Försterei 8 (Karte)                       | Nach 1900                 | Regionaltypischer Backsteinbau, hochgradig authentisch, baugeschichtlich von Bedeutung                                                                 | 09269217 |

## Gebelzig
| Bild                                    | Bezeichnung | Lage                                                        | Datierung                                                                                | Beschreibung | ID       |
| --------------------------------------- | --- | ----------------------------------------------------------- | ---------------------------------------------------------------------------------------- | --- | -------- |
|                                         | Sächsisch-Preußischer Grenzstein: Pilarpaar Nr. 59 sowie sechs Läufersteine | (Flur 2, Flurstück 215/1) (Karte)                           | Nach 1828                                                                                | Siehe auch Sachgesamtheitsdokument – Obj. 09305644; vermessungsgeschichtlich und landesgeschichtlich von Bedeutung als Zeitdokument der historischen Grenzziehung zwischen Sachsen und Preußen nach dem Wiener Kongress 1815. | 09305447 |
|                                         | Sächsisch-Preußischer Grenzstein: Pilarpaar Nr. 60 sowie ein Läuferstein | (Straße nach Weißenberg, Flur 2, Flurstück 516/2) (Karte)   | Nach 1828                                                                                | Siehe auch Sachgesamtheitsdokument – Obj. 09305644; vermessungsgeschichtlich und landesgeschichtlich von Bedeutung als Zeitdokument der historischen Grenzziehung zwischen Sachsen und Preußen nach dem Wiener Kongress 1815. | 09305448 |
|                                         | Sächsisch-Preußischer Grenzstein: Pilarpaar Nr. 61 | (Flur 2, Flurstück 521) (Karte)                             | Nach 1828                                                                                | Siehe auch Sachgesamtheitsdokument – Obj. 09305644; vermessungsgeschichtlich und landesgeschichtlich von Bedeutung als Zeitdokument der historischen Grenzziehung zwischen Sachsen und Preußen nach dem Wiener Kongress 1815. |          |
|                                         | Sächsisch-Preußischer Grenzstein: Pilarpaar Nr. 62 sowie 29 Läufersteine | (Ortsausgang Niedergebelzig, Flur 2, Flurstück 546) (Karte) | Nach 1828                                                                                | Siehe auch Sachgesamtheitsdokument – Obj. 09305644; vermessungsgeschichtlich und landesgeschichtlich von Bedeutung als Zeitdokument der historischen Grenzziehung zwischen Sachsen und Preußen nach dem Wiener Kongress 1815. | 09305563 |
|                                         | Sächsisch-Preußischer Grenzstein: Pilarpaar Nr. 64 sowie 13 Läufersteine | (südlich des Ortes, Flurstück 697) (Karte)                  | Nach 1828                                                                                | Siehe auch Sachgesamtheitsdokument – Obj. 09305644; vermessungsgeschichtlich und landesgeschichtlich von Bedeutung als Zeitdokument der historischen Grenzziehung zwischen Sachsen und Preußen nach dem Wiener Kongress 1815. | 09305565 |
| Direkt Bild zu diesem Denkmal hochladen | Steindeckerbrücke | (Flur 2, Flurstück 669) (Karte)                             | 19. Jahrhundert                                                                          | Granit, ortsgeschichtlich von Bedeutung; abgerissen und ersetzt 2019 | 09269182 |
| Weitere Bilder                          | Rittergut Obergebelzig (Sachgesamtheit) | Am Schloß 2a, 4, 6, 7, 12 (Unterer Siedlerweg 1) (Karte)    | Um 1910                                                                                  | Sachgesamtheit Rittergut Gebelzig mit folgenden Einzeldenkmalen: ehemaliges Herrenhaus (Am Schloß 7), der Wirtschaftshof mit allen Wirtschaftsgebäuden und Taubenturm (ehemals Inspektorenhaus, Speicher, Scheune, Brennerei, Pferdestall, Am Schloß 2a, 6, 4, 12 und Unterer Siedlerweg 1), die Reste einer Mauer im Park (W) und der Teich (siehe Obj. 09269173, gleiche Anschrift) sowie der Gutspark (Gartendenkmal); baugeschichtlich, ortsgeschichtlich und landschaftsgestaltend von Bedeutung Das Rittergut oder Schloss (Ober-)Gebelzig, zuerst erwähnt im 14. Jahrhundert, ist, zusammen mit seinem Wirtschaftshof und der Parkanlage mit Teich im Norden, eine der ältesten und von seiner Struktur her geschlossensten Rittergutsanlagen der Oberlausitz. Gleichzeitig bildet es mit der Kirche den historischen wie kulturellen Kern des Waldhufendorfes Obergebelzig. Das zweigeschossige Herrenhaus selbst birgt mittelalterliche Reste und weist im Innern noch barocke Bauteile auf. Der klassizistisch anmutende Mittelrisalit mit Lünette im Dreieckgiebel und vorgesetztem Portikus mit doppelt stehenden dorischen Säulen symbolisiert herrschaftliches Repräsentationsbedürfnis. Singulär sind in diesem Zusammenhang auch die das Gebäude flankierenden dicken Rundtürme mit Welschen Hauben, die zweifellos Schloss Milkel und vor allem Schloss Moritzburg zitieren. Sie stammen von einer großen Umbaumaßnahme der Jahre 1911 und 1912, deren Resultate das heutige Aussehen des Schlosses bestimmen und regionalhistorisch singulär sind. Die ausgedehnten, zumeist aus dem 19. Jahrhundert stammenden Wirtschaftsgebäude inklusive eines malerischen großen Taubenturms formen ein Längsrechteck von ca. 100 × 75 m Seitenlänge. Unschwer ist auch durch diese Maße festzustellen, dass die Anlage das Ortsbild entscheidend bestimmt, ja konstituiert. Gebelzig ist durch sein Schloss herausragender Teil jener Reihe von Gutsdörfern, die die spezielle Kulturlandschaft der niederschlesischen Oberlausitz prägen. | 09303046 |
| Weitere Bilder                          | Ehemaliges Herrenhaus (Am Schloß 7), der Wirtschaftshof mit allen Wirtschaftsgebäuden und Taubenturm (ehemals Inspektorenhaus, Speicher, Scheune, Brennerei, Pferdestall, Am Schloß 2a, 6, 4, 12 und Unterer Siedlerweg 1) sowie Reste einer Mauer im Park (Westen) und Teich (Einzeldenkmale zu ID-Nr. 09303046) | Am Schloß 2a, 4, 6, 7, 12 (Unterer Siedlerweg 1) (Karte)    | Um 1910 (Herrenhaus)                                                                     | Einzeldenkmale der Sachgesamtheit Rittergut Gebelzig; baugeschichtlich und ortsgeschichtlich von Bedeutung | 09269173 |
| Weitere Bilder                          | Mühlengebäude | Am Weinberg 1 (Karte)                                       | Kern 1864                                                                                | Trotz Veränderungen denkmalrelevant, baugeschichtlich und ortsgeschichtlich von Bedeutung | 09300892 |
| Direkt Bild zu diesem Denkmal hochladen | Brücke | Am Weinberg 1 (bei) (Karte)                                 | 19. Jahrhundert                                                                          | Naturstein-Bogenbrücke, verkehrsgeschichtlich von Bedeutung | 08985535 |
|                                         | Pfarrhaus | Dorfstraße 1 (Karte)                                        | Um 1750                                                                                  | Hoher Originalitätsgrad, baugeschichtlich und ortsgeschichtlich von Bedeutung | 09269179 |
|                                         | Wohnhaus eines Dreiseithofes | Dorfstraße 5 (Karte)                                        | Um 1800                                                                                  | Fachwerk, Umgebinde, Relikt ländlicher Holzbauweise, baugeschichtlich von Bedeutung | 09269177 |
| Weitere Bilder                          | Rittergut Obergebelzig (Sachgesamtheit) | Unterer Siedlerweg 1 (Am Schloß 2a, 4, 6, 7, 12) (Karte)    | Um 1910 (Herrenhaus)                                                                     | | 09269173 |
| Weitere Bilder                          | Georgskirche mit Kirchhof, Einfriedung, sechs Grabsteine an der Kirchenwand und Kriegerdenkmal für die Gefallenen des Ersten Weltkrieges | Zum Wacheberg (Karte)                                       | wohl 15. Jahrhundert (Kirche); 16./17. Jahrhundert (Grabmal); nach 1918 (Kriegerdenkmal) | Baugeschichtlich und ortsgeschichtlich von Bedeutung | 09269178 |
|                                         | Wohnstallhaus | Zum Wacheberg 6 (Karte)                                     | 2. Hälfte 19. Jahrhundert                                                                | Regionaltypisch, hoher Originalitätsgrad, baugeschichtlich von Bedeutung | 09269180 |
|                                         | Schule | Zum Wacheberg 7 (Karte)                                     | 1912                                                                                     | Im Reformstil errichtet, Wirkungsstätte des Heimatforschers, Lehrers und Kantors Willy Schulze, baugeschichtlich und ortsgeschichtlich von Bedeutung | 09269983 |

### Streichungen von der Denkmalliste (Gebelzig)
| Bild                                    | Bezeichnung                                                       | Lage                                            | Datierung                 | Beschreibung | ID       |
| --------------------------------------- | ----------------------------------------------------------------- | ----------------------------------------------- | ------------------------- | --- | -------- |
|                                         | Zwei Wirtschaftsgebäude des ehemaligen Rittergutes Niedergebelzig | Am Weinberg 7 (Gröditzer Straße 20, 22) (Karte) | 2. Hälfte 19. Jahrhundert | Hoher Originalitätsgrad, baugeschichtlich und ortsgeschichtlich von Bedeutung; nach 2014 von der Denkmalliste gestrichen     | 09267754 |
| Direkt Bild zu diesem Denkmal hochladen | Wohnstallhaus                                                     | Dorfstraße 24 (Karte)                           | 2. Hälfte 19. Jahrhundert | Regionaltypisch, weitgehend ursprünglich erhalten, baugeschichtlich von Bedeutung; nach 2014 von der Denkmalliste gestrichen | 09269176 |
| Direkt Bild zu diesem Denkmal hochladen | Zwei Wirtschaftsgebäude des ehemaligen Rittergutes Niedergebelzig | Gröditzer Straße 20, 22 (Am Weinberg 7) (Karte) | 2. Hälfte 19. Jahrhundert | Hoher Originalitätsgrad, baugeschichtlich und ortsgeschichtlich von Bedeutung; nach 2014 von der Denkmalliste gestrichen     | 09267754 |
| Direkt Bild zu diesem Denkmal hochladen | Wohnstallhaus                                                     | Untere Parkstraße 12 (Karte)                    | 2. Hälfte 19. Jahrhundert | Regionaltypisch, baugeschichtlich von Bedeutung; nach 2014 von der Denkmalliste gestrichen                                   | 09269174 |

## Groß Radisch
| Bild                                    | Bezeichnung | Lage                           | Datierung                                             | Beschreibung | ID       |
| --------------------------------------- | --- | ------------------------------ | ----------------------------------------------------- | --- | -------- |
|                                         | Sachgesamtheit Königlich-Sächsische Triangulierung („Europäische Gradmessung im Königreich Sachsen“); Station 2 Nostitzhöhe | Zum Monumentberg (Karte)       | 1863–1868                                             | Reststück einer Triangulationssäule; Station 1. Ordnung, vermessungsgeschichtlich und technikgeschichtlich von Bedeutung; An die frühere Vermessungsstation erinnert in 20 m Entfernung vom Turm ein vermutliches Reststück. Auf einem Ziegelsteinpfeiler von 80 cm Höhe liegt die ehemals obere Granitplatte mit dem Punktzentrum und den Gewindebohrungen für die frühere Deckplatte und den geodätischen Zeichen ∆ und TP. Der Aufbauzeitpunkt ist unbekannt | 09304507 |
| Weitere Bilder                          | Denkmal derer von Nostitz                                                                                                   | (auf dem Monumentberg) (Karte) | Bezeichnet mit 1801                                   | Ortsgeschichtlich von Bedeutung, klassizistisches Denkmal | 09269171 |
| Direkt Bild zu diesem Denkmal hochladen | Wohnstallhaus | Jerchwitzer Straße 18 (Karte)  | Um 1850                                               | Hochgradig authentisch, baugeschichtlich von Bedeutung | 09269187 |
|                                         | Wohnhaus und Seitengebäude des ehemaligen Rittergutes                                                                       | Kollmer Straße 7, 9 (Karte)    | Vor 1800 (Herrenhaus); um 1850 (Wirtschaftsgebäude)   | Zentrale Position, baugeschichtlich und ortsgeschichtlich von Bedeutung; teilweise abgerissen | 09269192 |
|                                         | Wohnhaus in Ecklage | Kollmer Straße 10 (Karte)      | Kern womöglich 18. Jahrhundert, spätere Veränderungen | Baugeschichtlich und straßenbildprägend von Bedeutung | 09269193 |
| Direkt Bild zu diesem Denkmal hochladen | Wohnstallhaus und Scheune eines Zweiseithofes                                                                               | Zur Hohen Dubrau 5 (Karte)     | wahrscheinlich vor 1850                               | Regionaltypisch, weitgehend ursprünglich erhalten, baugeschichtlich und wirtschaftsgeschichtlich von Bedeutung | 09269188 |
| Direkt Bild zu diesem Denkmal hochladen | Wohnstallhaus und Scheune eines Zweiseithofes                                                                               | Zur Hohen Dubrau 31 (Karte)    | 2. Hälfte 19. Jahrhundert                             | Regionaltypisch, baugeschichtlich und sozialgeschichtlich von Bedeutung | 09269190 |
| Direkt Bild zu diesem Denkmal hochladen | Wohnstallhaus und zwei Seitengebäude eines Dreiseithofes                                                                    | Zur Hohen Dubrau 34 (Karte)    | Um 1900                                               | In Aussehen und Struktur hochgradig ursprünglich erhaltenen, baugeschichtlich und sozialgeschichtlich von Bedeutung | 09269191 |
| Direkt Bild zu diesem Denkmal hochladen | Ländliches Wohnhaus mit linear angebauter Scheune                                                                           | Zur Hohen Dubrau 48 (Karte)    | wohl nach 1900, Scheune womöglich älter               | Regionaltypische Gebäude, baugeschichtlich und wirtschaftsgeschichtlich von Bedeutung | 09269189 |
| Weitere Bilder                          | Kirche, Kirchhof und Reste einer Trockenmauer                                                                               | Zur Hohen Dubrau 58 (Karte)    | 1801                                                  | Baugeschichtlich und ortsgeschichtlich von Bedeutung | 09269194 |

## Groß Saubernitz
| Bild                                    | Bezeichnung                                              | Lage                     | Datierung                 | Beschreibung                                                                                    | ID       |
| --------------------------------------- | -------------------------------------------------------- | ------------------------ | ------------------------- | ----------------------------------------------------------------------------------------------- | -------- |
| Direkt Bild zu diesem Denkmal hochladen | Wohnstallhaus und zwei Seitengebäude eines Dreiseithofes | Am Bach 7 (Karte)        | 2. Hälfte 19. Jahrhundert | Struktur und Aussehen ursprünglich, baugeschichtlich und wirtschaftsgeschichtlich von Bedeutung | 09269224 |
| Direkt Bild zu diesem Denkmal hochladen | Ländliches Wohnhaus eines Zweiseithofes                  | Ziegeleistraße 7 (Karte) | 2. Hälfte 19. Jahrhundert | Authentisch, baugeschichtlich von Bedeutung                                                     | 09269223 |

## Jerchwitz
| Bild                                    | Bezeichnung                     | Lage                           | Datierung                                                  | Beschreibung                                           | ID       |
| --------------------------------------- | ------------------------------- | ------------------------------ | ---------------------------------------------------------- | ------------------------------------------------------ | -------- |
| Direkt Bild zu diesem Denkmal hochladen | Wohnstallhaus und Seitengebäude | Gebelziger Straße 6, 7 (Karte) | Um 1850 (Wohnstallhaus); wohl 1920er Jahre (Seitengebäude) | Baugeschichtlich und sozialgeschichtlich von Bedeutung | 09269183 |

## Ober Prauske
| Bild                                    | Bezeichnung                                              | Lage                            | Datierung    | Beschreibung                                                 | ID       |
| --------------------------------------- | -------------------------------------------------------- | ------------------------------- | ------------ | ------------------------------------------------------------ | -------- |
| Direkt Bild zu diesem Denkmal hochladen | Wohnstallhaus                                            | Groß Radischer Straße 1 (Karte) | Vor 1900     | Regionaltypisch, authentisch, baugeschichtlich von Bedeutung | 09269165 |
|                                         | Kriegerdenkmal für die Gefallenen des Ersten Weltkrieges | Mittelstraße (Karte)            | 1920er Jahre | Ortsgeschichtlich von Bedeutung                              | 09269164 |

## Sandförstgen
| Bild                                    | Bezeichnung                  | Lage                    | Datierung                 | Beschreibung                                                                | ID       |
| --------------------------------------- | ---------------------------- | ----------------------- | ------------------------- | --------------------------------------------------------------------------- | -------- |
| Direkt Bild zu diesem Denkmal hochladen | Wohnhaus eines Dreiseithofes | An der Loose 3 (Karte)  | Um 1900                   | Regionaltypisch, authentisch, baugeschichtliche Relevanz                    | 09269170 |
| Direkt Bild zu diesem Denkmal hochladen | Wohnhaus                     | An der Loose 5 (Karte)  | 2. Hälfte 19. Jahrhundert | Mit bemerkenswert erhaltener Putzgliederung, baugeschichtlich von Bedeutung | 09269169 |
|                                         | Ländliches Wohnhaus          | An der Loose 20 (Karte) | Um 1900                   | Regionaltypisch, authentisch, baugeschichtlich von Bedeutung                | 09269225 |

## Thräna
| Bild                                    | Bezeichnung                                   | Lage                       | Datierung                 | Beschreibung                                                                   | ID       |
| --------------------------------------- | --------------------------------------------- | -------------------------- | ------------------------- | ------------------------------------------------------------------------------ | -------- |
| Direkt Bild zu diesem Denkmal hochladen | Wohnstallhaus und Scheune eines Zweiseithofes | Diehsaer Straße 10 (Karte) | 2. Hälfte 19. Jahrhundert | Hochgradig authentisch, baugeschichtlich und sozialgeschichtlich von Bedeutung | 09269186 |

## Weigersdorf
| Bild                                    | Bezeichnung                                                           | Lage                                                                 | Datierung                                                               | Beschreibung | ID       |
| --------------------------------------- | --------------------------------------------------------------------- | -------------------------------------------------------------------- | ----------------------------------------------------------------------- | --- | -------- |
| Direkt Bild zu diesem Denkmal hochladen | Wegestein                                                             | (600 m südwestlich Weigersdorf, ehemalige sächsische Grenze) (Karte) | 19. Jahrhundert                                                         | Verkehrsgeschichtlich von Bedeutung | 09269163 |
|                                         | Pilarpaar Nr. 68 sowie 14 Läufersteine, daneben eine Wegesäule        | (600 m westlich Weigersdorf, Flurstück 67) (Karte)                   | Nach 1828                                                               | Siehe auch Sachgesamtheitsdokument – Obj. 09305644; vermessungsgeschichtlich und landesgeschichtlich von Bedeutung als Zeitdokument der historischen Grenzziehung zwischen Sachsen und Preußen nach dem Wiener Kongress 1815. | 09269162 |
|                                         | Denkmal für die Gefallenen des Ersten Weltkrieges                     | Am Wasserwerk (Karte)                                                | 1920er Jahre                                                            | Auf abgetrepptem Sockel stehender Granitquader mit gerahmten Inschriftenplatten und Lorbeerkranz an der Vorderseite mit steinernem Kreuzaufsatz, ortsgeschichtliche Bedeutung                                                 | 09307052 |
| Direkt Bild zu diesem Denkmal hochladen | Wohnhaus mit späterem Wirtschaftsanbau, davor fünf Steindeckerbrücken | Baruther Weg 1 (Karte)                                               | Kern um 1700                                                            | Wohnhaus Obergeschoss Fachwerk, ursprünglich mit Blockstube, Seltenheitswert, baugeschichtlich von Bedeutung, ortstypische Granitplattenbrücke                                                                                | 09269205 |
| Direkt Bild zu diesem Denkmal hochladen | Ländliches Wohnhaus                                                   | Hauptstraße 26 (Karte)                                               | Um 1840                                                                 | Obergeschoss Fachwerk, hochgradig ursprünglich, baugeschichtlich von Bedeutung | 09269206 |
|                                         | Ehemalige Schule                                                      | Hauptstraße 32 (Karte)                                               | 1901                                                                    | Gebäude mit architektonischem Gestaltungsanspruch, bau- und ortsgeschichtlich von Bedeutung | 09269208 |
| Direkt Bild zu diesem Denkmal hochladen | Seitengebäude                                                         | Hauptstraße 37 (Karte)                                               | 2. Hälfte 19. Jahrhundert                                               | Einzig erhaltenes Gebäude eines ehemaligen Dreiseithofes, baugeschichtlich von Bedeutung | 09269209 |
| Direkt Bild zu diesem Denkmal hochladen | Gasthof mit integriertem Tanzsaal und rückwärtigem Stallgebäude       | Hauptstraße 43 (Karte)                                               | 2. Hälfte 19. Jahrhundert (Gasthof); um 1880, rückwärtiges Stallgebäude | Bau- und ortsgeschichtlich von Bedeutung | 09269212 |
| Weitere Bilder                          | Evangelische Kirche der Altlutheraner                                 | Hauptstraße 48 (Karte)                                               | 1846                                                                    | Baugeschichtlich und ortsgeschichtlich von Bedeutung | 09269211 |
| Direkt Bild zu diesem Denkmal hochladen | Schule                                                                | Unterer Schulweg 1 (Karte)                                           | 1890er Jahre                                                            | Bau- und ortsgeschichtlich von Bedeutung | 09269214 |

### Streichungen von der Denkmalliste (Weigersdorf)
| Bild                                    | Bezeichnung                            | Lage                         | Datierung              | Beschreibung | ID       |
| --------------------------------------- | -------------------------------------- | ---------------------------- | ---------------------- | --- | -------- |
| Direkt Bild zu diesem Denkmal hochladen | Wohnstallhaus                          | Hauptstraße 6 (Karte)        | Kern eventuell um 1800 | Regionaltypisch, zum Teil Fachwerk, baugeschichtlich von Bedeutung; zwischen 2016 und 2018 abgerissen                     | 09269196 |
| Direkt Bild zu diesem Denkmal hochladen | Gutsscheune des Ritterguts Weigersdorf | Thomas-Müntzer-Weg 2 (Karte) | Ende 19. Jahrhundert   | Relikt der Gutsbebauung, authentisch, bau- und ortsgeschichtlich von Bedeutung; nach 2014 von der Denkmalliste gestrichen | 09269207 |